# Złote sidła
Złote sidła (ang. The Golden Snare) – powieść przygodowa autorstwa Jamesa Olivera Curwooda, wydana w 1921.

## Streszczenie akcji
Złote Sidła Jamesa Olivera Curwooda to powieść przygodowa, rozgrywająca się w mroźnej i tajemniczej scenerii kanadyjskiej Północy. Główny bohater, Filip Brant, jest funkcjonariuszem północnokanadyjskiej policji, który otrzymuje zadanie wytropienia i schwytania Brama Johnsona, tajemniczego mężczyzny uważanego za mordercę. Johnson, człowiek na poły dziki, żyje samotnie w dziczy i otacza się wilkami, które traktuje jak rodzinę. Filip, poruszony opowieściami o Bramie oraz osobliwym znaleziskiem – sidłami splecionymi z kobiecych, złocistych włosów – podejmuje ryzykowną wyprawę przez śnieżne pustkowia. W miarę postępów w pościgu odkrywa, że za brutalną zewnętrznością Brama kryje się tajemnica i ludzka tęsknota, które prowadzą do dramatycznego, pełnego napięcia finału. 

## Polskie wydania
Książka należy do powieści przygodowych. Jej pierwsze polskie wydanie ukazało się w roku 1927, autorem tłumaczenia jest Kazimierz Nałęcz-Rychłowski. W latach 90. XX wieku ukazały się tłumaczenia "Złotych sideł" podpisane "Kazimierz Rychołowski" (przeinaczone brzmienie nazwiska): w 1990 roku opublikowała je Krajowa Agencja Wydawnicza, a w 1994 Oficyna Morex. "Złote sidła" przetłumaczyła ponadto Halina Borowikowa występująca pod pseudonimem Jerzy Marlicz. Ostatnie wydanie miało miejsce w roku 2021. 